# Jan Dieters
Jan Dieters (* 31. Januar 1901 in Slochteren, heute zu Midden-Groningen; † 9. Oktober 1943 in Scheveningen) war ein niederländischer Politiker und Widerstandskämpfer zur Zeit des Zweiten Weltkriegs. Er war einer der Leiter der zu dieser Zeit verbotenen und aus dem Untergrund operierenden Communistische Partij van Nederland (CPN) und wurde 1943 von den deutschen Besatzern wegen seiner Widerstandstätigkeiten hingerichtet.

## Biografie

### Frühe Jahre
Dieters wurde 1901 als Sohn des Bauunternehmers Jan Dieters senior und dessen Frau Alberdina Henderika Zwarts geboren. Die Mutter starb als Dieters neun Jahre alt war, der Vater heiratete kurz darauf erneut. Nach seinem Schulabschluss begann er zunächst im Eisenwarengeschäft seines Onkels in Hoogezand zu arbeiten und besuchte nebenbei die Abendschule. Auf Grund von Streitigkeiten mit seiner Stiefmutter verließ Dieters das Elternhaus im Alter von 19 Jahren und ging nach Amsterdam, wo er im Oktober 1924 Maria Sophia Regina Roos heiratete, mit der er vier Kinder zeugte. Die Familie verzog kurz darauf nach Groningen, wo Dieters noch bis 1928 als Lagerverwalter in der Eisenwarenindustrie tätig war, bevor er seine feste Anstellung verlor und nur noch kurzzeitig als Vertreter in einem Radiogeschäft Arbeit fand. Ein Versuch sich mit einem eigenen Laden selbstständig zu machen schlug ebenso fehl, ab 1930 war er dauerhaft arbeitslos. Hieran zerbrach auch Dieters Ehe, seine Frau verließ ihn 1938 mit den Kindern, die Verbindung wurde jedoch nie offiziell geschieden.

### Aufstieg als Parteifunktionär
Als Arbeitsloser begann Dieters sich für die Politik zu interessieren und kam bald darauf in Kontakt mit den von der kommunistischen Partei ins Leben gerufenen Werklozen Strijd Comités (WSC) – zu deutsch etwa „Arbeitslosen-Kampf-Komitees“, gegründet zur Unterstützung von Arbeitslosen, die durch die großen Gewerkschaften der damaligen Zeit keine Vertretung fanden – bei denen er sich binnen kurzer Zeit in der politischen Agitation engagierte. 1931 trat er der CPN bei und war bereits ein Jahr später für die Leitung und Organisation der WSCs verantwortlich. Im selben Jahr berief man ihn in den aus 30 Mitgliedern bestehenden Parteivorstand, der zu dieser Zeit von den Politikern Cornelis Schalker und Ko Beuzemaker geleitet wurde. Während seiner Anfangsjahre als Politiker lebte Dieters ausschließlich von Arbeitslosengeld, erst 1934 entschied sich die CPN ihm offiziell einen bezahlten Posten als Propagandist bei De Tribune, dem von der Partei herausgegebenen Tageblatt, anzubieten. Von nun an erhielt er ein regelmäßiges Einkommen in Höhe von 25 ƒ. 1935 gehörte er außerdem zu der Delegation, die die CPN auf dem 7. Kongress der Kommunistischen Internationale in Moskau vertrat.
Ab 1935 stieg Dieters innerhalb der Parteihierarchie steil auf. So gehörte er zunächst zu dem aus zehn Mitgliedern bestehenden Politbüro und wurde 1938 neben Schalker, Beuzemaker, Paul de Groot und Lou Jansen in das neue Parteisekretariat berufen. Des Weiteren wurde er noch im selben Jahr Direktor der inzwischen in Het Volksdagblad umbenannten Parteizeitung. Dieters galt als Protegé de Groots, der die Politik der CPN mehrere Jahrzehnte lang prägen sollte, und übernahm folglich dessen ausgesprochen pro-sowjetische politische Ansichten. So erschien 1939 ein von Dieters verfasster Artikel in der Zeitschrift Politiek en Cultuur, in dem er – wie es kurz zuvor schon de Groot getan hatte – den Nichtangriffspakt zwischen dem Deutschen Reich und der Sowjetunion entschieden verteidigte. Bei diesem Artikel handelte es sich um Dieters einzige politische Schrift, was für ein Führungsmitglied der CPN und insbesondere den Leiter der Parteizeitschrift höchst ungewöhnlich war.

### Besatzungszeit
Unmittelbar im Anschluss an die Kapitulation der Niederlande und den Beginn der deutschen Besatzung des Landes hofften die CPN-Verantwortlichen zunächst noch, dass ihre Partei auf Grund des Hitler-Stalin-Paktes würde legal bleiben können. So traten Dieters und andere Parteifunktionäre mit den Deutschen in Verhandlungen über ein fortgesetztes legales Erscheinen von Het Volksdagblad, die jedoch keine positiven Ergebnisse lieferten. Da die CPN-Vertreter nicht auf die Bedingungen der Besatzungsmacht eingehen wollten – gefordert wurden unter anderem „eine absolut loyale Haltung“ und ein inhaltlicher Schwerpunkt auf Kritik an der niederländischen Vorkriegs-Sozialdemokratie – blieb es bei einer einzelnen legalen Ausgabe am 26. Juni 1940, bevor das Blatt schließlich verboten wurde. Kurz nach ihrer Parteizeitung wurde auch die CPN als solches für illegal erklärt und nahm daraufhin eine neue Rolle als eine der ersten niederländischen Widerstandsbewegungen im Untergrund an. Dieters übernahm in der Folgezeit gemeinsam mit de Groot und Jansen die Führung der CPN und operierte vor allem aus der Provinz Noord-Brabant. Während Jansen für die Hauptstadt Amsterdam zuständig war, fiel die Koordinierung der CPN-Tätigkeiten im Rest des Landes in Dieters Verantwortungsbereich. Unterstützt wurde er dabei vor allem durch die beiden Verbindungsmänner Piet Vooren und Joop Geerligs.
Nachdem die CPN zu Beginn der Besatzungszeit als Widerstandsorganisation durchaus Erfolge wie die Auslösung des Februarstreiks von 1941 verzeichnen konnte, brachte der deutsche SD die Organisation vor allem durch eine Reihe von Verhaftungen zunehmend in Bedrängnis. Da sich de Groot, Jansen und Dieters mehr oder weniger isoliert im Osten des Landes versteckt halten mussten, beschloss die CPN die Leitung einer neuen Führungsriege zu übertragen, zu der auch der Amsterdamer Kommunist Piet Vosveld gehörte. Vosveld hatte die Aufgabe, wenn möglich den Kontakt zum bisherigen Führungstrio der Partei zu halten, geriet aber bald darauf in Gefangenschaft. Am 1. April 1943 führte er den SD zu einem Restaurant in Apeldoorn, in dem sich Dieters regelmäßig mit Joop Geerligs getroffen hatte. Der grade anwesende Dieters wurde hier von den Deutschen verhaftet und anschließend vom SD verhört. Er wurde schließlich am 9. Oktober 1943 gemeinsam mit Lou Jansen, der zwei Tage nach ihm festgenommen worden war, im südholländischen Küstenort Scheveningen exekutiert.